# Lipniszki (rejon jezioroski)
Lipniszki – część wsi Wesołowo na Litwie, w okręgu uciańskim, w rejonie jezioroskim, w starostwie Turmont.
Dawnej samodzielna miejscowość.

## Historia
W czasach zaborów ówczesny folwark w granicach Imperium Rosyjskiego.
W dwudziestoleciu międzywojennym folwark leżał w Polsce, w województwie nowogródzkim (od 1926 w województwie wileńskim), w powiecie brasławskim, w gminie Smołwy.
Według Powszechnego Spisu Ludności z 1921 roku zamieszkiwały tu 22 osoby, 38 było wyznania rzymskokatolickiego a 1 prawosławnego. Jednocześnie 38 mieszkańców zadeklarowało polską przynależność narodową a 1 inną. Były tu 3 budynki mieszkalne. W 1931 w 2 domach zamieszkiwały 24 osoby.
Wierni należeli do parafii rzymskokatolickiej w Tylży. Miejscowość podlegała pod Sąd Grodzki w m. Turmont i Okręgowy w Wilnie; właściwy urząd pocztowy mieścił się w m. Turmont.